# And Then She Came
And Then She Came ist eine deutsche Rockband aus Aachen, die 2016 gegründet wurde. Sie besteht ausnahmslos aus Musikern der Rock-/Symphonic-Metal-Band Krypteria.

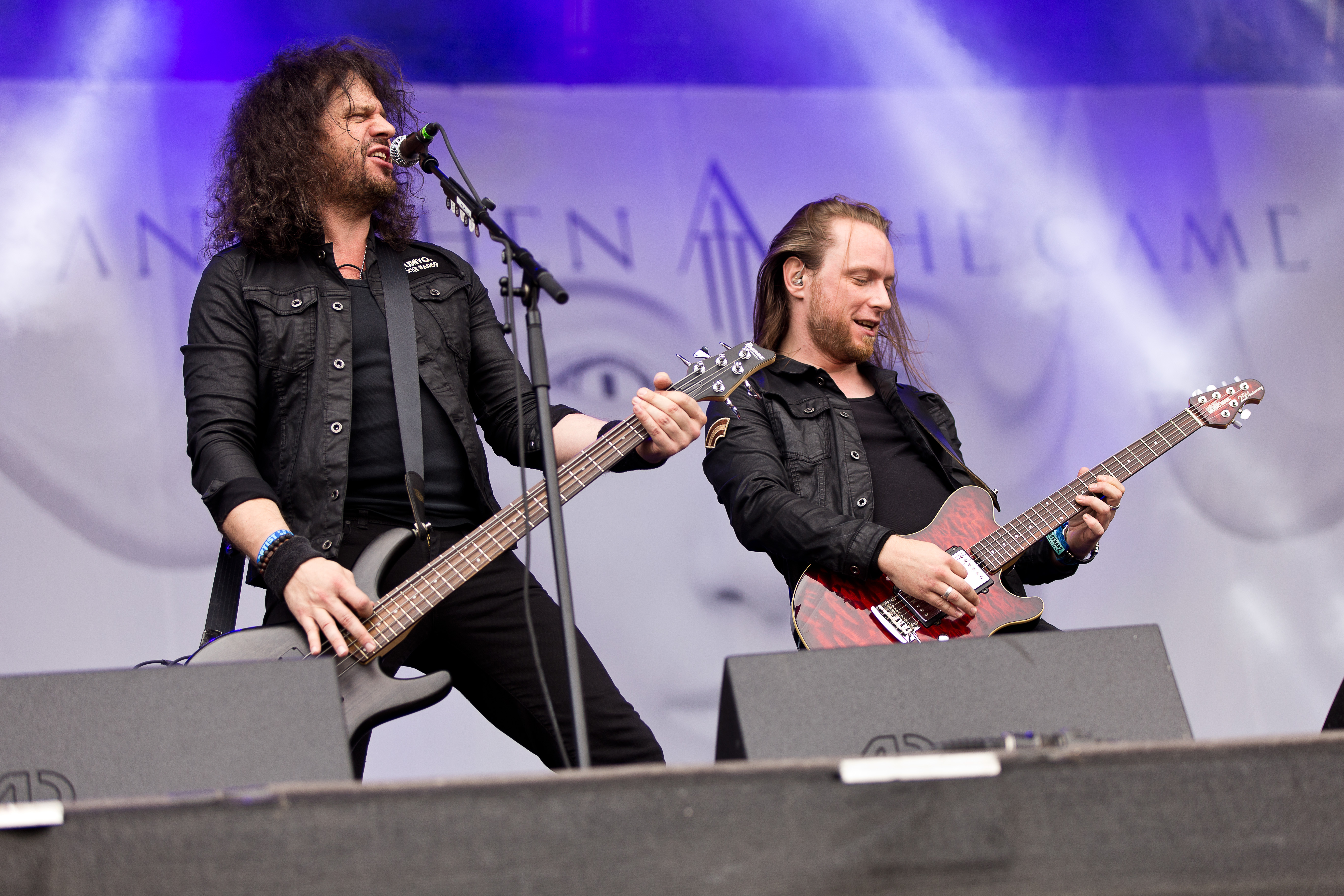
Bassist Frank Stumvoll und Gitarrist Olli Singer beim Rockharz 2016

## Geschichte
Während der seit 2012 andauernden Inaktivität von Krypteria bekam deren Bassist Frank Stumvoll im Jahr 2015 den Auftrag, einen Soundtrack für den deutsch-amerikanischen Thriller Bad Trip zu komponieren und zu produzieren. Um den Auftrag zu erfüllen, holte er sich für dieses Projekt zur Unterstützung seine Weggefährten von Krypteria, S.C. Kuschnerus (Schlagzeug) und Olli Singer (Gitarre) dazu. Nachdem dann auch noch Krypteria-Sängerin Ji-In Cho zum Projekt stieß, gründete man 2016 gemeinsam die Band „And Then She Came“, die am 24. Juni 2016 ihr gleichnamiges erstes Album veröffentlicht hat. Das Debüt-Album mit einem Artwork von Dirk Rudolph enthält Gastauftritte von Alissa White-Gluz (Arch Enemy) und Jen Majura (Evanescence). Die Band erhielt sofort einen Vertrag beim Major-Label Universal. Nach Mitteilung der Band handelt es sich nicht um eine Krypteria-Nachfolgeband und soll sich der Musikstil von dem von Krypteria unterscheiden. Während Krypteria im Bereich „Symphonic Metal“ unterwegs war, beschreibt And Then She Came ihre Musik als „Modern Rock“.
Die Band spielte schon bei ihrem dritten Konzert am 8. Juli 2016 vor 13.000 Zuschauern beim Rockharz Open Air. Am 30. September 2016 trat die Band mit Jen Majura in Aachen im Alten Schlachthof Aachen auf; ein Mitschnitt dieses Konzerts erschien am 6. Dezember 2016 auf CD und DVD:

## Diskografie

### Alben
- 24. Juni 2016: And Then She Came (Napalm Records / Universal Music Group)
- 21. September 2018: KAOSYSTEMATIQ (DME Music)

### Livealben
- 6. Dezember 2016: Live – Bonsoir At The Abbatoir (aufgenommen bei einem Konzert am 30. September 2016 im Alten Schlachthof zu Aachen)

### Videoalben
- 6. Dezember 2016: LIVE MMXVI (aufgenommen bei einem Konzert am 30. September 2016 im Alten Schlachthof zu Aachen)

## Musikvideos
- 28. April 2016: Hellfire halo (veröffentlicht auf YouTube)
- 28. Juni 2016: Public Enemy #1 (veröffentlicht auf YouTube)
- 17. Juli 2016: Spit It Out (Rockharz 2016) (veröffentlicht auf YouTube)
- 16. Oktober 2016: Why So Serious? (veröffentlicht auf YouTube)
- 26. Dezember 2016: Hellfire halo (live, 2016) (veröffentlicht auf YouTube)